# 混獲

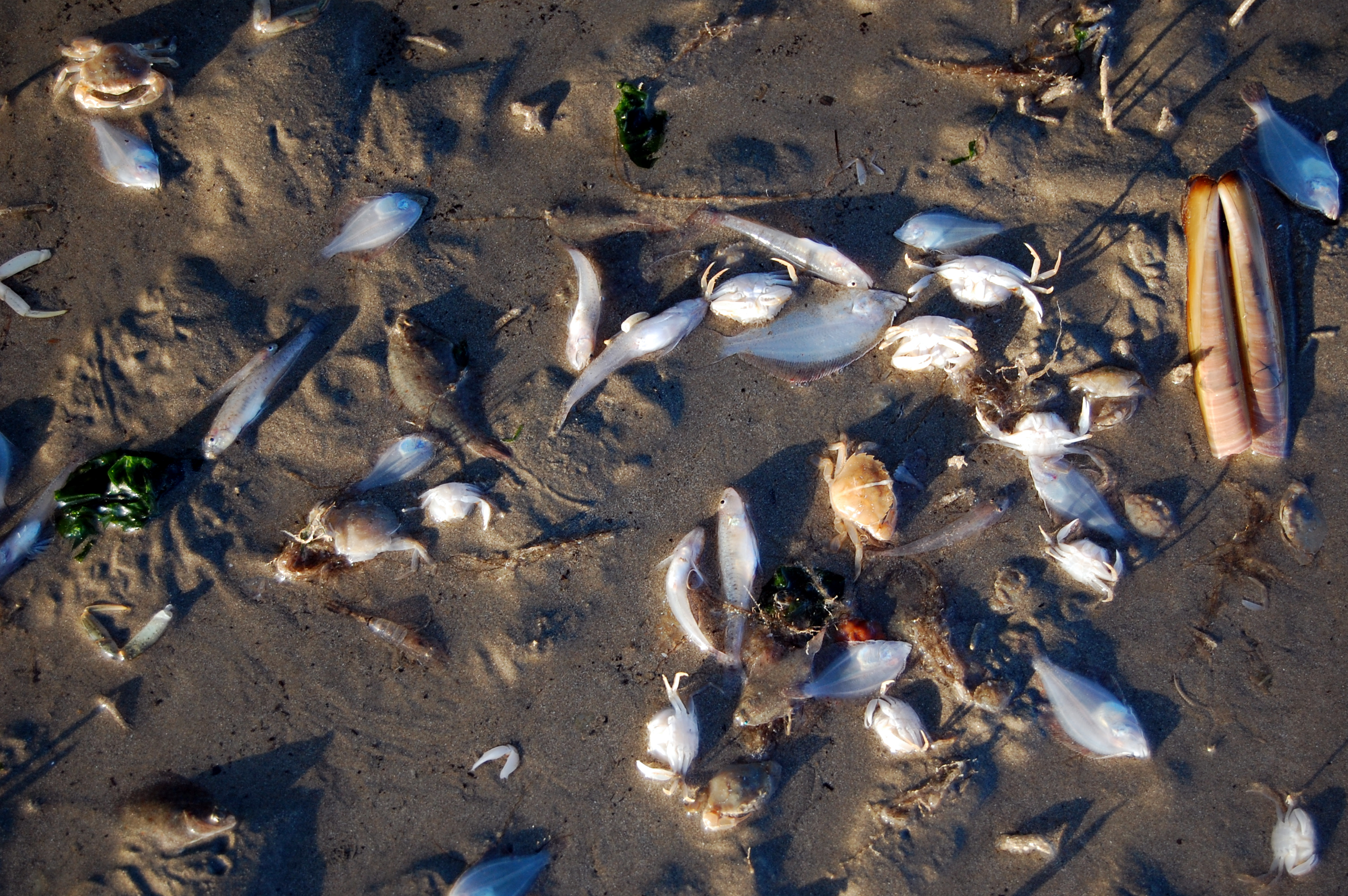
エビとの混獲

混獲（こんかく、英: Bycatch）とは、漁業の際に、漁獲対象の種とは別の種を意図せずに漁獲してしまう、もしくは同種の間においても、意図していたよりも小さい個体や、幼体を捕獲してしまう状況のこと。混獲は世界の漁獲量全体の40%以上を占めており、漁獲量の減少や乱獲につながることもある。混獲が特に多い場合は意図的だとして批判対象となる。

## 概要
漁業における「混獲」という言葉には少なくとも4つの異なった定義が存在する。
- 捕獲後に海には帰さずに売却・利用しているが、その漁の本来の対象魚種ではない場合。
- 捕獲した個体の、種、大きさ、あるいは性別が本来の目的と異なるために漁師が廃棄、あるいはリリースしてしまう場合[5]。
- 売却・利用されるか廃棄されるかを問わず、本来の対象とは違う魚が漁獲されること[6]。
- 漁業の対象ではない、ウミガメや海鳥などの絶滅の危機に瀕した貴重な生物種や、棘皮動物や甲殻類などの商業価値のない無脊椎動物、あるいは海洋哺乳類やサメ類が捕獲されてしまうこと。

## 混獲の例

### エビのトロール漁における混獲

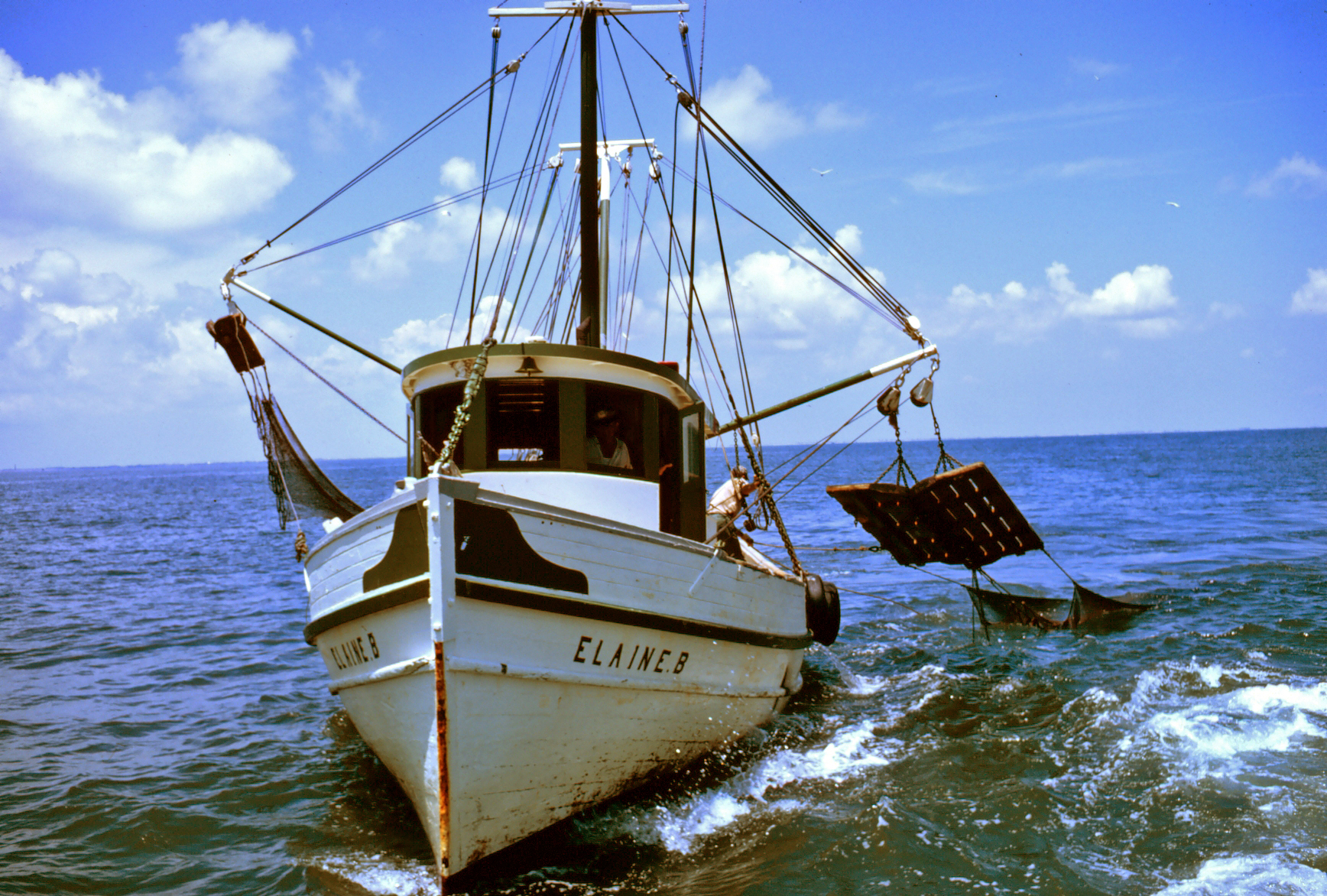
トロール網を引くトロール船

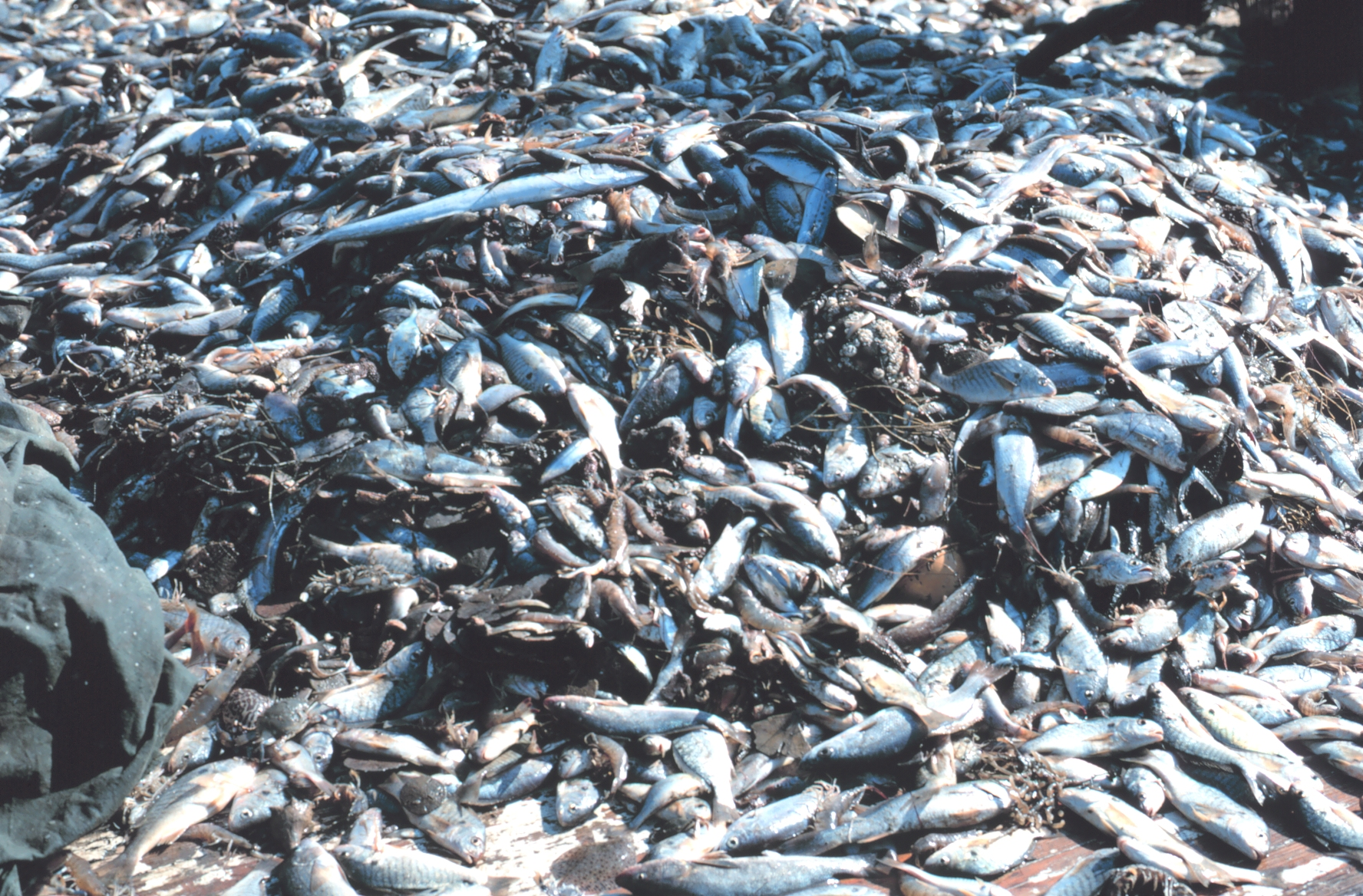
エビ漁における混獲

混獲率が最も高い漁業は、エビのトロール漁である。1997年には国際連合食糧農業機関（FAO）がエビ漁における混獲率を概算したが、それによれば、エビ漁における混獲量は、本来の対象であるエビの漁獲量の、最大で20倍、また世界平均で5.7倍にも達する。また、別の調査でもアメリカにおいてのこの方法による混獲量は、エビの漁獲量の3倍から15倍であることが分かっている。
エビのトロール漁での漁獲量が、世界の海産物の漁獲量に占める割合は、重量で2％程度である。しかし混獲量では、世界中に様々な漁業がある中で、その三分の一をも占める。
エビ漁で使われるようなトロール網は、魚類や海洋哺乳類の大量死の原因となる。トロール網にかかったそれらの種が海に帰される際には、個体は既に死んでいることが多く、生きていたとしても体力を消耗していたり、住んでいた深度に戻れなかったりして、間もなく死んでしまうことが多いのである。
南大西洋におけるエビの一種（Rock shrimp）のトロール漁に関して行われた調査では、魚類166種、クジラ目の37種、そして他の無脊椎動物37種が混獲されていた。同じ漁について行われた別の調査では、2年にわたって捕獲された生物の種を記録したが、本来の漁獲対象であるRock shrimpは捕獲生物のうち重量にして10％を占めるのみであった。残りの90%は、ガザミ属のPortunus gibbesiiやPortunus spinicarpus、ダスキー・フラウンダー（ヒラメ科の魚。学名：Syacium papillosum）、キツネアカエソ、スポットシュリンプ（タラバエビ属の一種）、ヨーロッパエビジャコなどで構成されていた。
混獲によるものにもかかわらず、メキシコ湾でのエビ漁では、レッドスナッパーを対象にしている漁業で水揚げされているのに匹敵するほどの尾数のレッドスナッパーを、毎年漁獲している。

### 鯨類の混獲

サラワクイルカの群れ

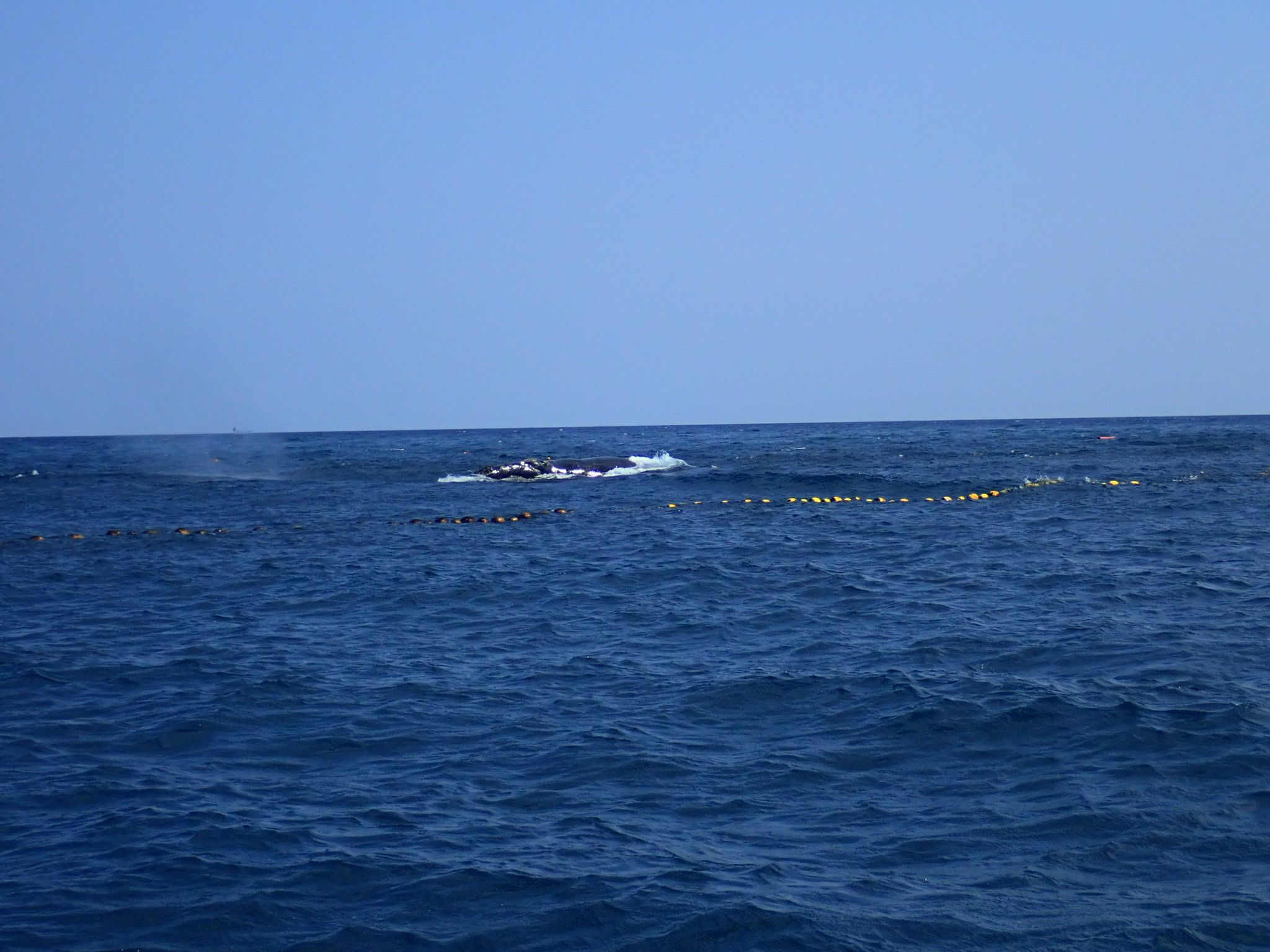
東伊豆町の定置網に混獲され、翌日に放流されたセミクジラ。絶滅危惧種にとって混獲は大きな脅威であるだけでなく、とくに日本や韓国では混獲を利用した意図的な捕獲が行われる危険性がある。

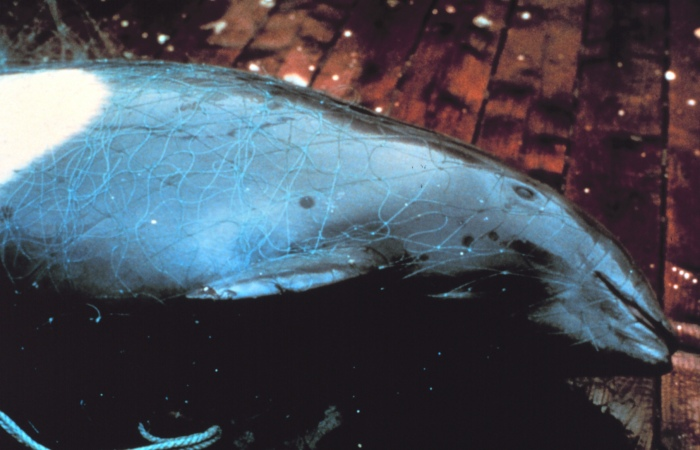
魚網に絡まったイシイルカ

クジラやイルカなどは、漁網や釣り糸に掛かったり、釣り針、トロール網で拘束されることで、深刻なダメージを受ける。
イルカの混獲の例としては、マグロまき網 (purse seine) 漁におけるものが挙げられる。イルカは哺乳類であり、エラをもたない。そのため、水中で網に長時間拘束されているうちに窒息死してしまう可能性もある。
最も著名なザトウクジラの個体であったミガルー（英語版）も混獲の犠牲になったと見られている。
日本
クジラ類を混獲しても、その食品としての価値から、海に帰さずに売却されることもある。意図的に放流せずに死亡させて市場に流通させるという疑似的な捕鯨の隠れ蓑にされる懸念もあり、実際に、セミクジラ・コククジラ・シロナガスクジラなどの絶滅危惧種の肉が日本国内の市場で発見されたことがある。日本においては平成30年度のヒゲクジラ類の混獲数は91頭あり、それらの中で販売や配布などの食用にされたのは88頭である　平成29年度は167頭であり、販売配布は166頭だった。また、日本では近年にもセミクジラやアジア系のコククジラやナガスクジラなどの絶滅危惧種の混獲が相次いでいるだけでなく、近年のオホーツク海におけるセミクジラをふくむ中・大型鯨類の混獲を中心とする死亡事例は、ロシアの領海内ではあるが6割が日本の漁業に起因するとされている。
韓国
韓国ではとくにスナメリを中心とした混獲の発生件数が多く、専門家にも意図的なのではないかとされている。2014年の総混獲件数は1835頭であり、韓国の専門家も偶発的な混獲にしては多過ぎると指摘している。スナメリが混獲される種の殆どを占めている。また、ミンククジラも毎年約80頭程度が犠牲になっていたが、これは高値で肉が取引されるミンククジラが「海のロト」として（上記の通り日本と同様に）意図的に狙われる可能性が指摘されており、アメリカ海洋大気庁の関係者は「米国は海洋哺乳類の保護を重要視しているのに対して、（韓国政府は）米国への海産物の輸出に集中している」と指摘している。一方で、韓国政府は2010年代以降は海洋警察庁を動員したミンククジラの密猟の撲滅キャンペーンを展開し、白翎島の周辺など各地で密猟者を摘発してきた。2021年に、政府は鯨類福祉の向上政策の一環として、（2015年にセミクジラが韓国で41年ぶりに確認・放流されたことがきっかけで発足した）混獲・座礁個体の救助部門の設立や、ミンククジラを法的に保護して混獲も含めて肉の流通を根絶する事を発表したが、長生浦一帯の飲食業の関係者を中心に一部の住民から抗議がされている。

### アホウドリ等の海鳥の混獲

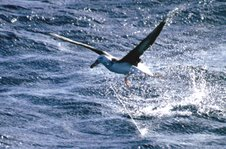
延縄に掛かってしまったマユグロアホウドリ

IUCNによって評価されている21種のアホウドリのうち、19種は絶滅危惧種であり、残りの2種は準絶滅危惧種とされている。 アホウドリにとっての脅威の一つは、延縄漁業である 。魚の内臓などを好むアホウドリは、延縄に仕掛けられた餌に惹き付けられ、糸に引っ掛かり、溺れてしまうのである。年間約100,000羽ほどのアホウドリがこれによって命を落としており、無許可の海賊漁業も事態を悪化させている。
アホウドリが一番多いが、ミズナギドリ科の水鳥なども混獲される。
鳥おどしとなる簾状の長い紐（通称：トリライン）などを船尾から曳航し棚引かせることで、被害を3分の1に減らす効果があることが報告されているが漁具に絡まる被害も報告されている。そのほか、メカジキ漁で行われていた餌を青く着色することで鳥に餌を視認できなくさせ大幅に混獲を減らせたとされる。また、船の側面から投縄することで船を障害物・威嚇として利用する方法で被害を3分の1に減らせたという報告もある。

### ウミガメの混獲

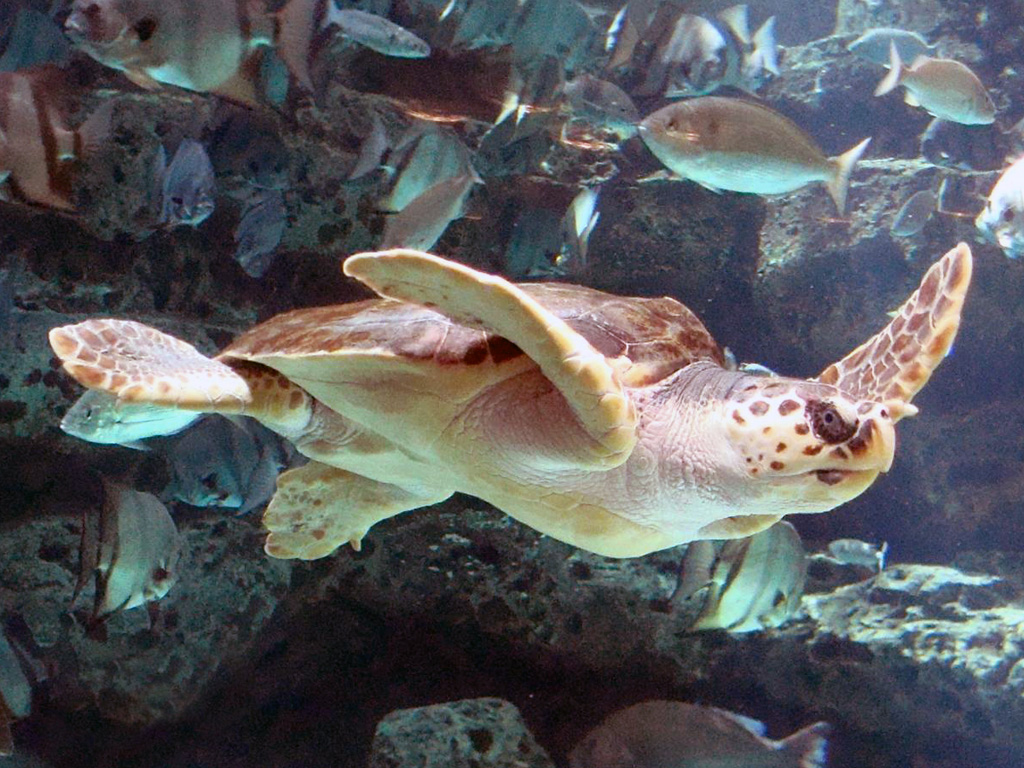
アカウミガメ

絶滅の危機に瀕しているウミガメは、これまでにも多くの個体がエビのトロール漁によって命を落としている。ウミガメは、トロール網から逃げ出せることもあるが、メキシコ湾と、アメリカ沖大西洋では、毎年数千ものケンプヒメウミガメ、アカウミガメ、アオウミガメ、オサガメが混獲されている 。
メキシコ湾では主にケンプヒメウミガメが混獲され、アカウミガメ、アオウミガメ、オサガメの順に混獲量が多い。他のアメリカ沖大西洋で行われた調査では、この順番が、アカウミガメ、ケンプヒメウミガメ、オサガメ、アオウミガメとなっている。

### サメの混穫
マグロ延縄漁ではサメ類も混穫され、気仙沼港からのマグロ延縄漁では全体の75パーセントがヨシキリザメという結果が出ている（刺身用の三種のマグロが1025尾に対してヨシキリザメは16836尾である）。このサメ類の混穫ではフカヒレだけをとって捨てる場合も多く、環境保護団体に問題視されるが、日本においては魚肉もすり身として活用しており、無駄になってはいない。
かご罠漁の入り口に棒磁石を設置した物を千個以上用意して8カ月にわたり追跡した結果、混獲がほかのカゴに比べて30％少なく、漁獲も30％向上したという実験結果が出ている。

### クラゲの混獲
日本においては、ミズクラゲ・エチゼンクラゲが混獲されることで、漁具が水分を多く含むクラゲの重みで破損、漁獲物の入網阻害、刺胞毒やクラゲによって圧迫されることによる漁獲物の商品価値低下、重いクラゲの選別作業・処分作業などの工程増加と処理費用の発生など多大な被害を出している。
これらに対して、発生時期に休業するなどの対策が行われていたが、ウミガメ除去装置（TED）でもクラゲが除去できてることから、より大型クラゲを除去できるよう改造したクラゲ除去装置（JET）による除去効果が確認されている。

## 対策

### 漁法の改良
科学者や漁師たちによって、望まない生物の捕獲を減らすための方法が開発されてきた。現在では主に二つのアプローチが考えられている。
一つは、混獲率が高い漁場での漁業を禁止することである。そのような漁場は、永久的、季節的に、あるいは混獲が記録された特定の期間の間だけ閉鎖される。一時的な漁場の閉鎖は、小さいサイズの魚や、対象としていない生物がよく漁獲されてしまうトロール底引き漁業においては、よく行われることである。
もう一つは、漁具を変更・改良することである。最も単純な方法の一つに、漁網の網目を大きくすることがある。これによって、対象よりも小さな個体は網から脱出できるようになる。また、網から対象でない生物を脱出させる、BRD(Bycatch Reduction Device)とか、カメ等の大型生物用のTED(Turtle Excluder Device)といった装置が開発され、使用が一部の地域では始まっている 。

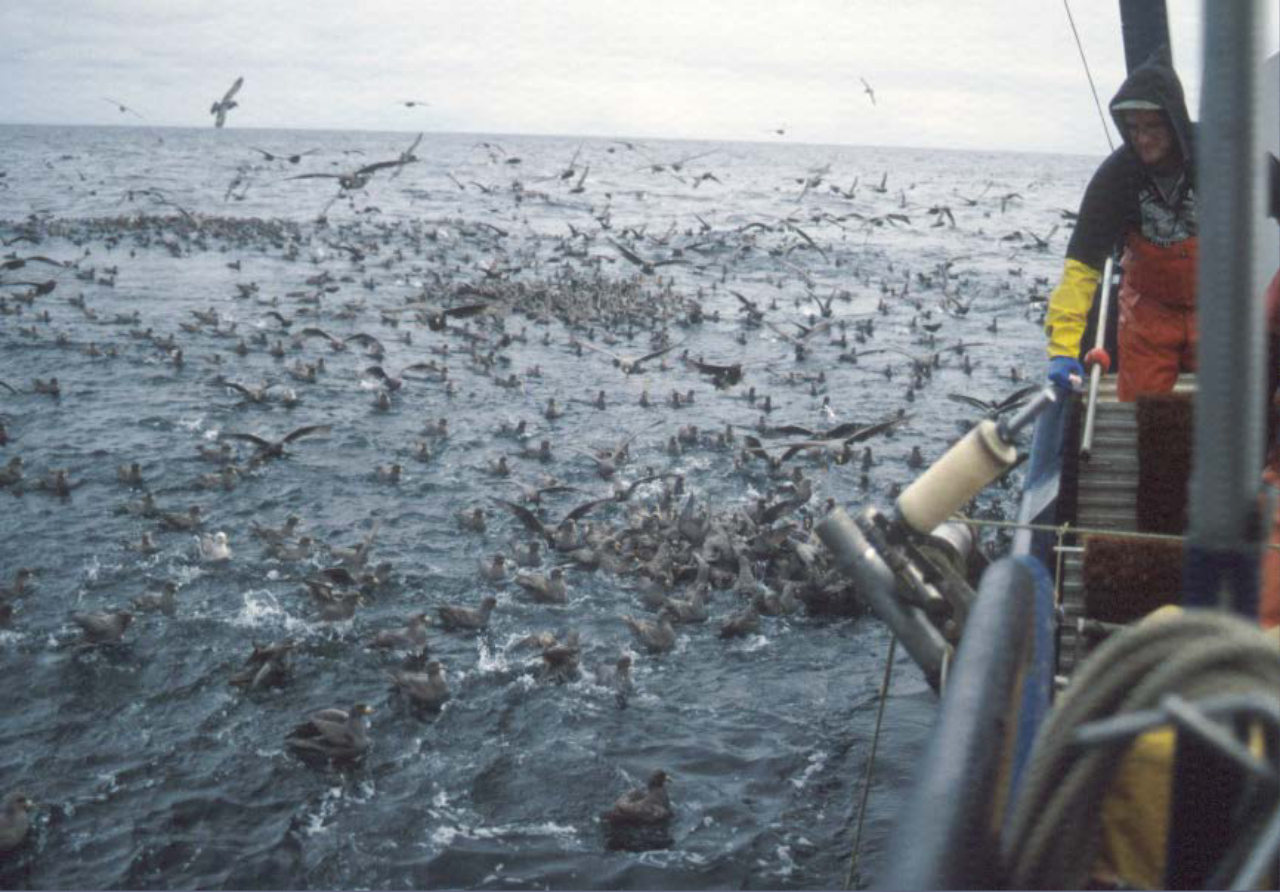
漁船から臨む、海鳥と延縄

延縄漁は、混獲の危険性のためにいくつかの地域では規制されている。また、混獲を防ぐ工夫も次に挙げるような物がいくつか行われ、一部で成功している。
- 延縄を早く沈ませるために、漁具を重くする
- 吹き流し状のテープをくくりつけて鳥を怖がらせ、縄を配置している途中に寄ってくるのを防ぐ
- 縄の配置を夜に、小さい船で行う(鳥がよってくるのを避けるため)
- 縄の配置中に餌を撒かない

しかしながら、これらの対策は、それほど多くの混獲を減少させている訳ではない。2006年の5月には、ハワイでの延縄カジキ漁が、解禁から数ヶ月しか経たないうちに中止されたが、これは針などの漁具に混獲防止策が施されていたにもかかわらず、アカウミガメの混獲が非常に多かったためである。

### 政治的対策
アメリカ合衆国では、かねてより環境保護活動家や環境保護団体が問題視していたツナ缶原料のキハダマグロまき網漁におけるイルカの混穫・捕殺に対処するために、1972年に海洋哺乳類保護法（en:Marine Mammal Protection Act:MMPA）が施行された（1988年に改正）。アメリカ船における全米熱帯マグロ類委員会（IATTC）委員のオブザーバー乗船、日没時の操業や申告に減少しているイルカ類を網で取り囲む事への規制、爆発物の使用禁止、船長の職務基準などが導入された。アメリカ船への規制が厳しくなる一方、外国船によるマグロ漁が増えたため、連邦議会は海洋漁業庁に改善を勧告し、その流れで1990年9月にIATTCが東部熱帯太平洋でマグロまき網漁を行う全ての船が3年以内にアメリカ船と同等の対策をとる計画を採択、1992年までにメキシコ船を除いた全ての国でオブザーバーが乗船する事になり、1995年までに東部熱帯太平洋で捕殺されるイルカを4095頭にまで減少させた。
またアメリカは、中南米の漁業者がイルカを混穫する可能性がある漁法で水揚げしたマグロおよびツナ缶の輸入を禁じた。その後調停を経て、中南米も完全にイルカを巻き込まない人工集魚装置（Fidh Aggregeting Devices:FADs）を使用したまき網漁業に転換し、アメリカに輸入されるツナ缶にはDolphin Safeマークが付けられるようになった。

## 漁業以外における混獲
「混獲」という言葉は漁業以外についても使われることがある。一例が営利目的、あるいは、非営利、学術目的で行われる昆虫採集での、各種トラップにおいてである。小さな脊椎動物や他の採集対象でない昆虫が混獲される。
また、陸上において外来生物等の駆除のために仕掛けられた罠に、対象でない生物が掛かってしまうことも混獲ということがある。ヨーロッパにおいて、マスクラット駆除のために設置された罠に、ヨーロッパミンクがかかってしまうことなどが例として挙げられる。
日本における趣味釣りの用語として、混獲された魚を「外道」と呼ぶ。